# Bredsäters kyrka
Bredsäters kyrka är en kyrkobyggnad sedan 2006 i Lugnås församling (tidigare Bredsäters församling) i Skara stift. Den ligger i den sydvästra delen av Mariestads kommun.

## Historia
Socknen och kyrkan nämns första gången 1312. Bredsäters kyrkas föregångare var ett litet medeltida träkapell, som revs den 22 maj 1665. Då den nuvarande kyrkan restaurerades 1904 fann man grundstenar under den nuvarande kyrkans golv. Dessutom finns delar från det gamla kapellet i form av bräder med målningsfragment från 1400-talet, vilka återger Adam och Eva samt två biskopar, bevarade på Västergötlands museum och på kyrkvinden.

## Kyrkobyggnaden
Den nuvarande kyrkan är troligen uppförd 1666 och byggd av liggande timmer som senare bekläddes med spån. Den består av ett långhus med koravslutning i öster, sakristia på norrsidan samt ett vapenhus på södra sidan. Intill kyrkan i väster har en klockstapel uppförts. Det har antagits att släkten Soop på den stora egendomen Svaneberg till stora delar bekostat kyrkbygget. Kyrkorummet har ett platt tak med dekormålning i form av en himmel med små mörka molntussar. Altaruppsatsen, predikstolen och kyrkfönstren omges av draperimålningar.

## Inventarier
- Processionskrucifix från 1200-talet. Krisusfigurens höjd 29 cm och bredd 35 cm. Korsets höjd 50 cm.
- Fragment av medeltida helgonskåp förvaras i sakristian.
- Dopfunt av kalksten huggen under 1600-talet.
- Altaruppsats med centralmotiv: Jesu korsfästelse på vardera sida Jungfru Maria och aposteln Johannes. Detta verk är utfört av Anders Schmaltz 1690.
- Predikstol i barock med baldakin från 1689 har utförts av Läckökonstnärerna Georg Baselaque och Anders Siöman.
- Storklockan är senmedeltida och saknar inskrift, men har ett tomt skriftband runt halsen, som begränsas av två rundstavar.[1]
- En elorgel används som huvudinstrument.[2]

## Bilder

Exteriörer
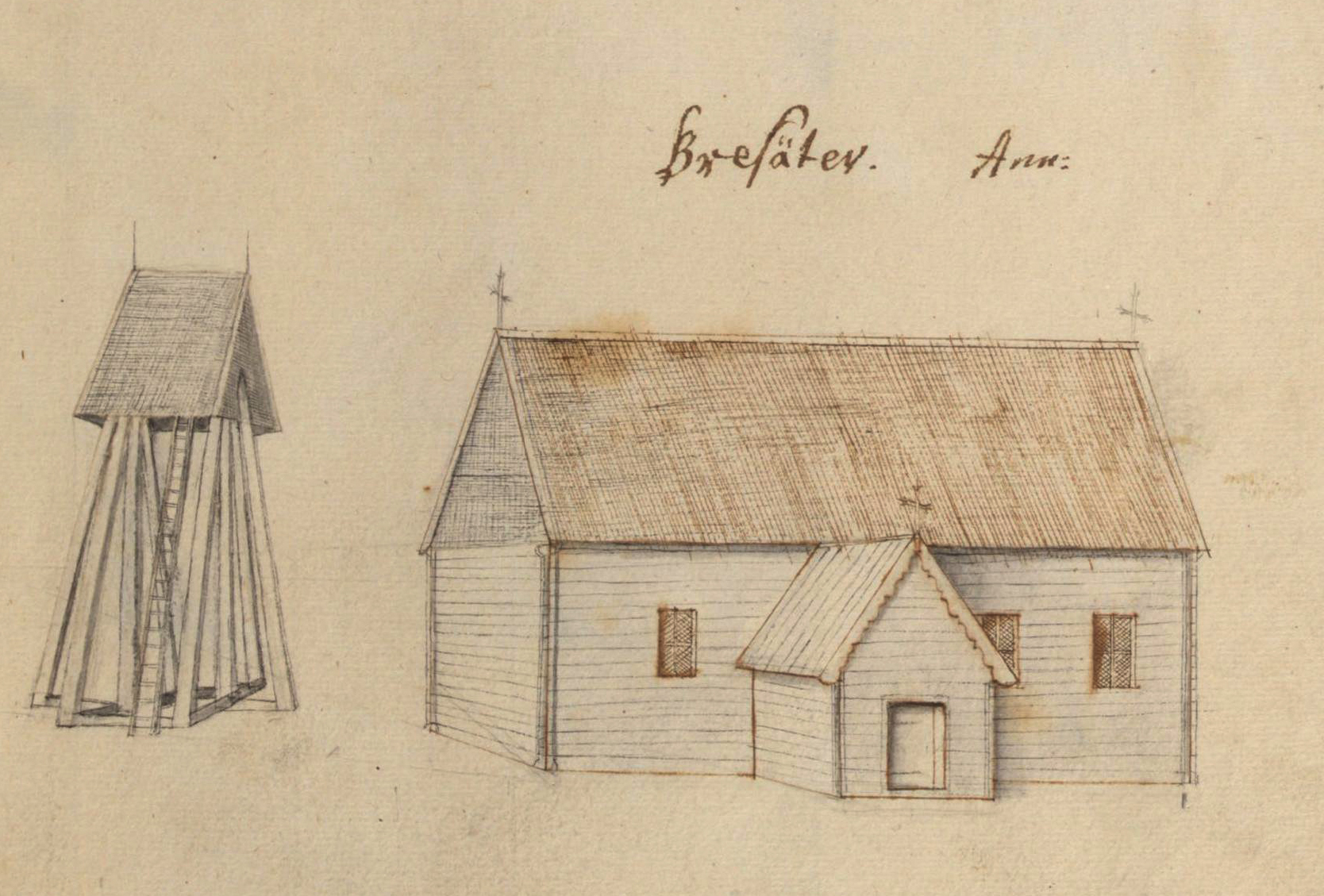
Kyrkan på teckning omkring 1670.
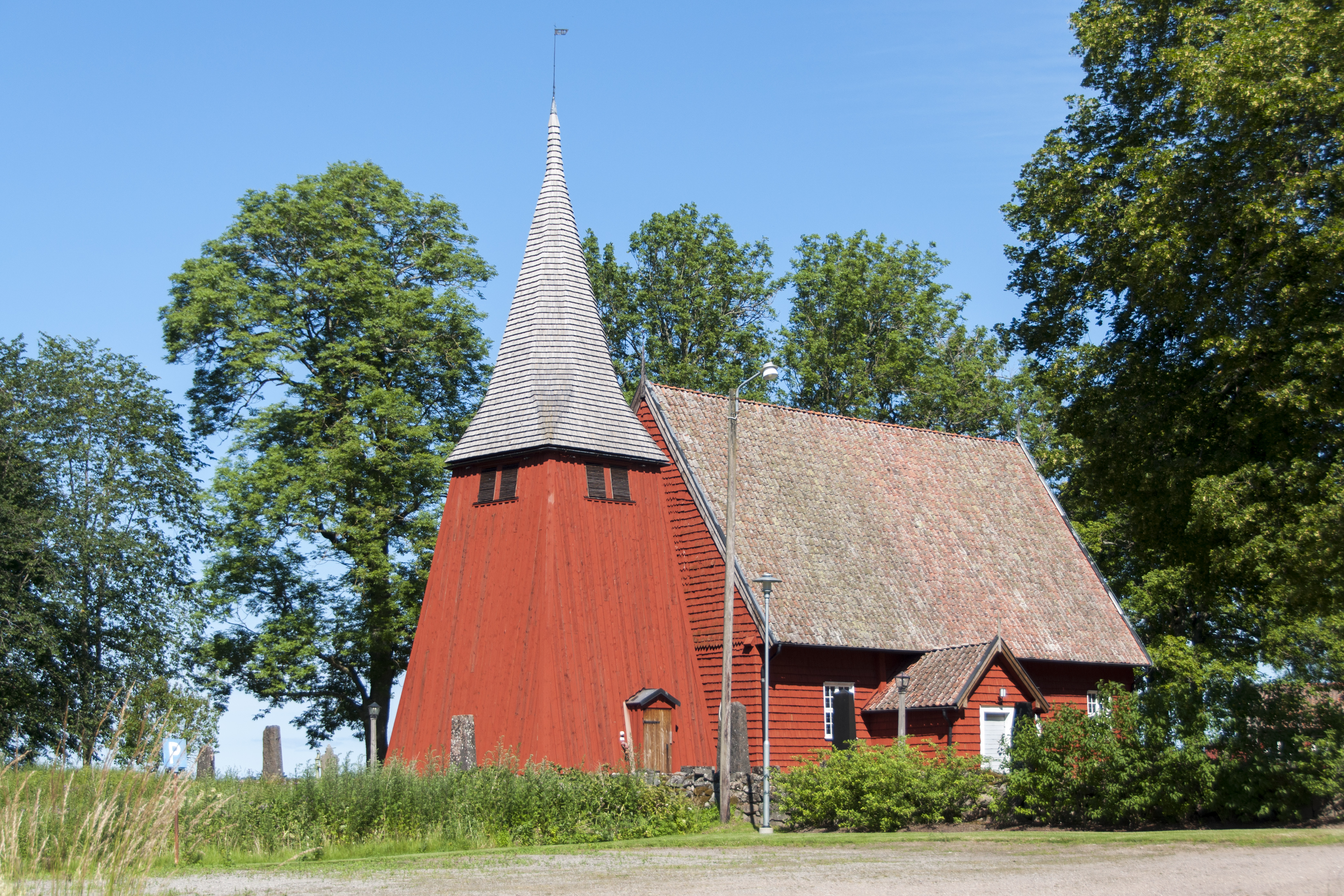
Kyrkan med klockstapeln.
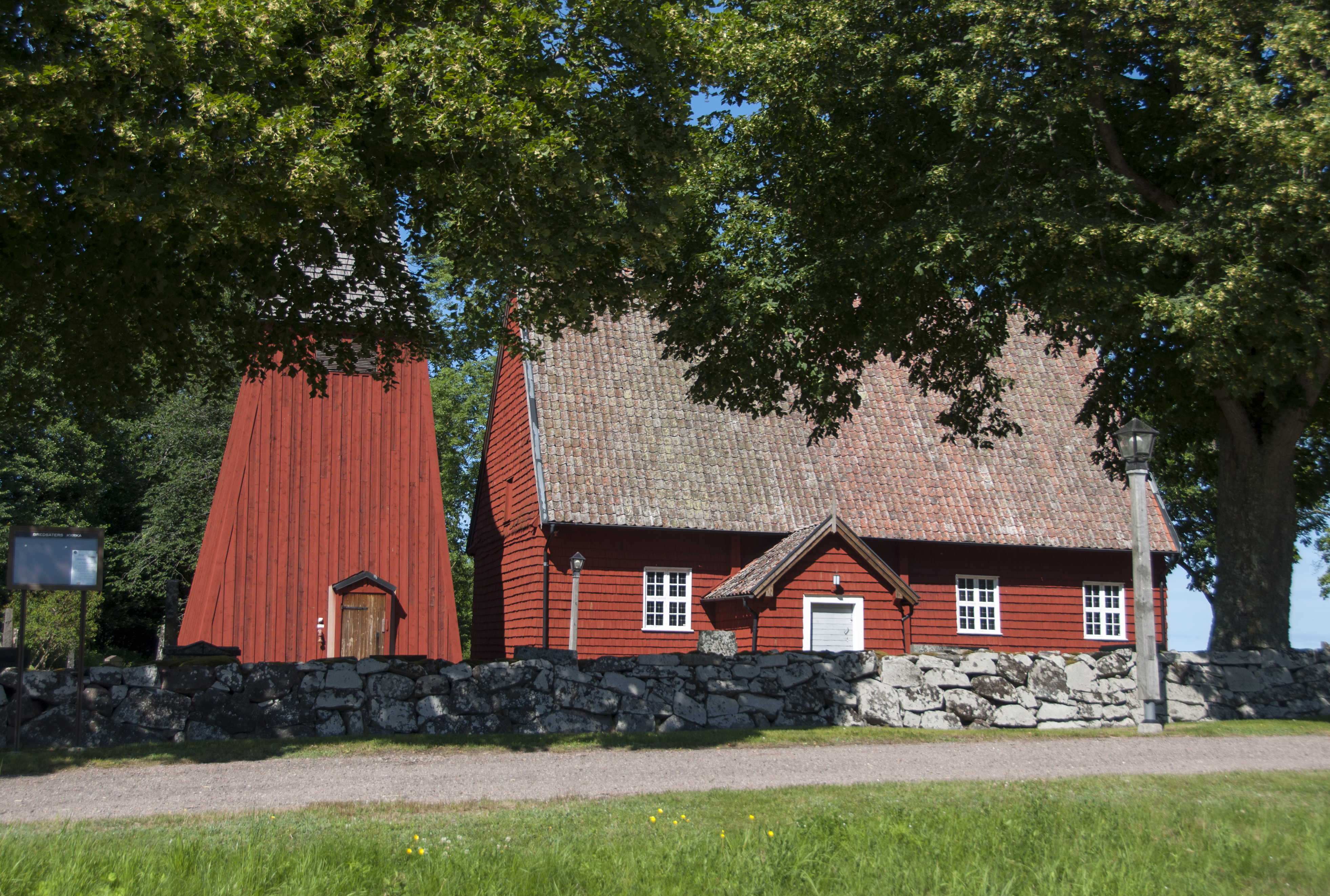

Interiörer
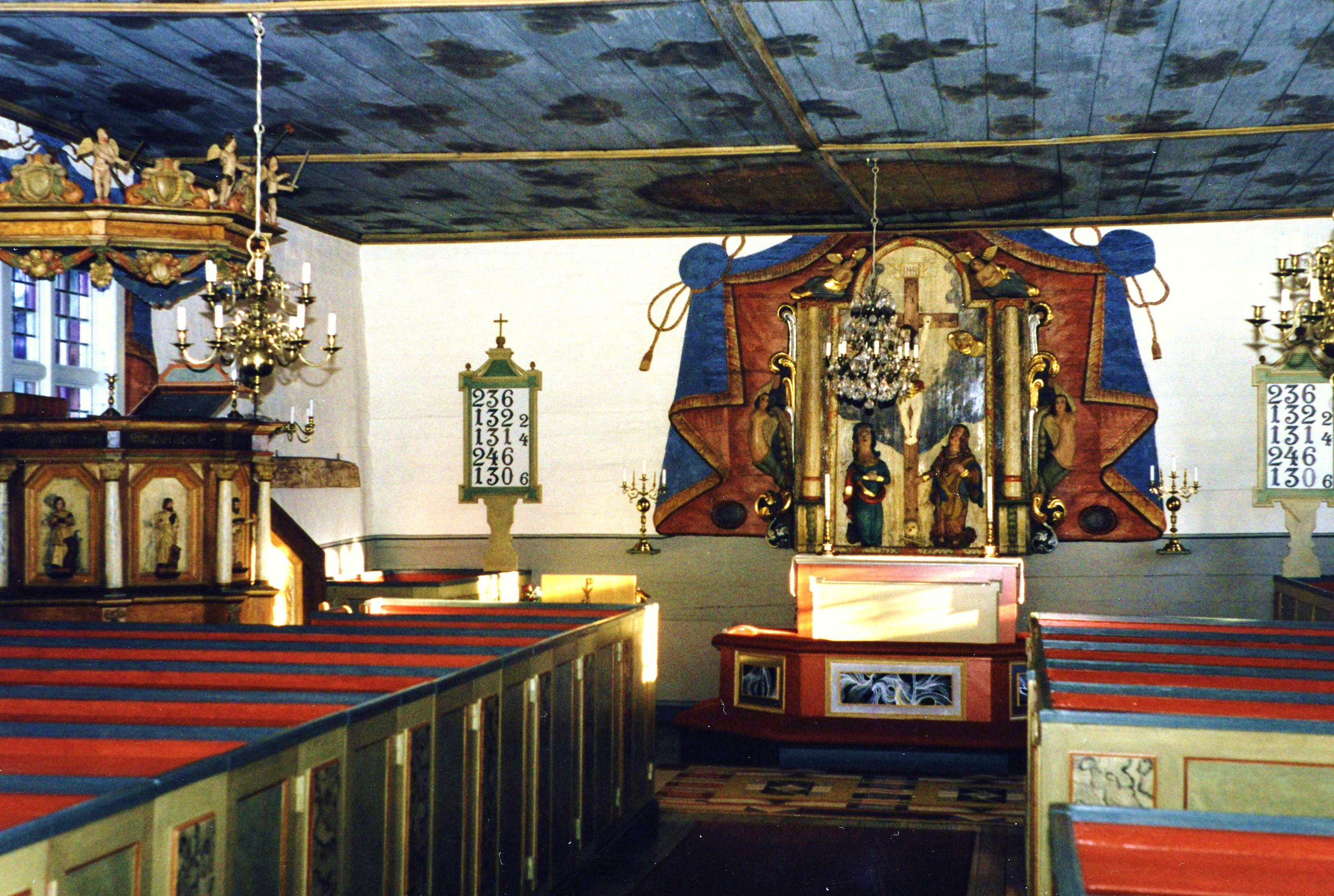
Kyrkorummet präglat av 1600-talet.
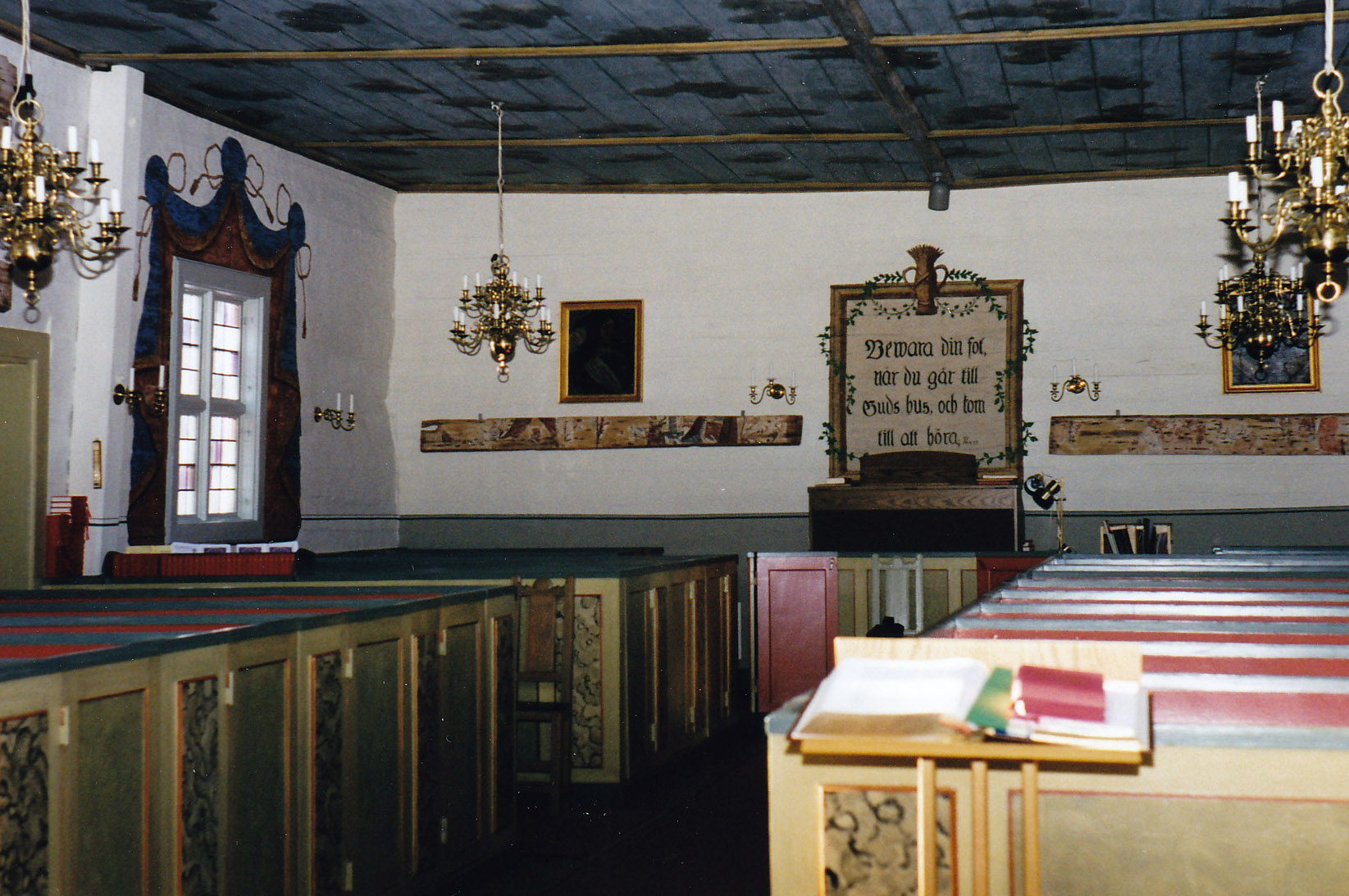
Kyrkorummet med draperimålningar.
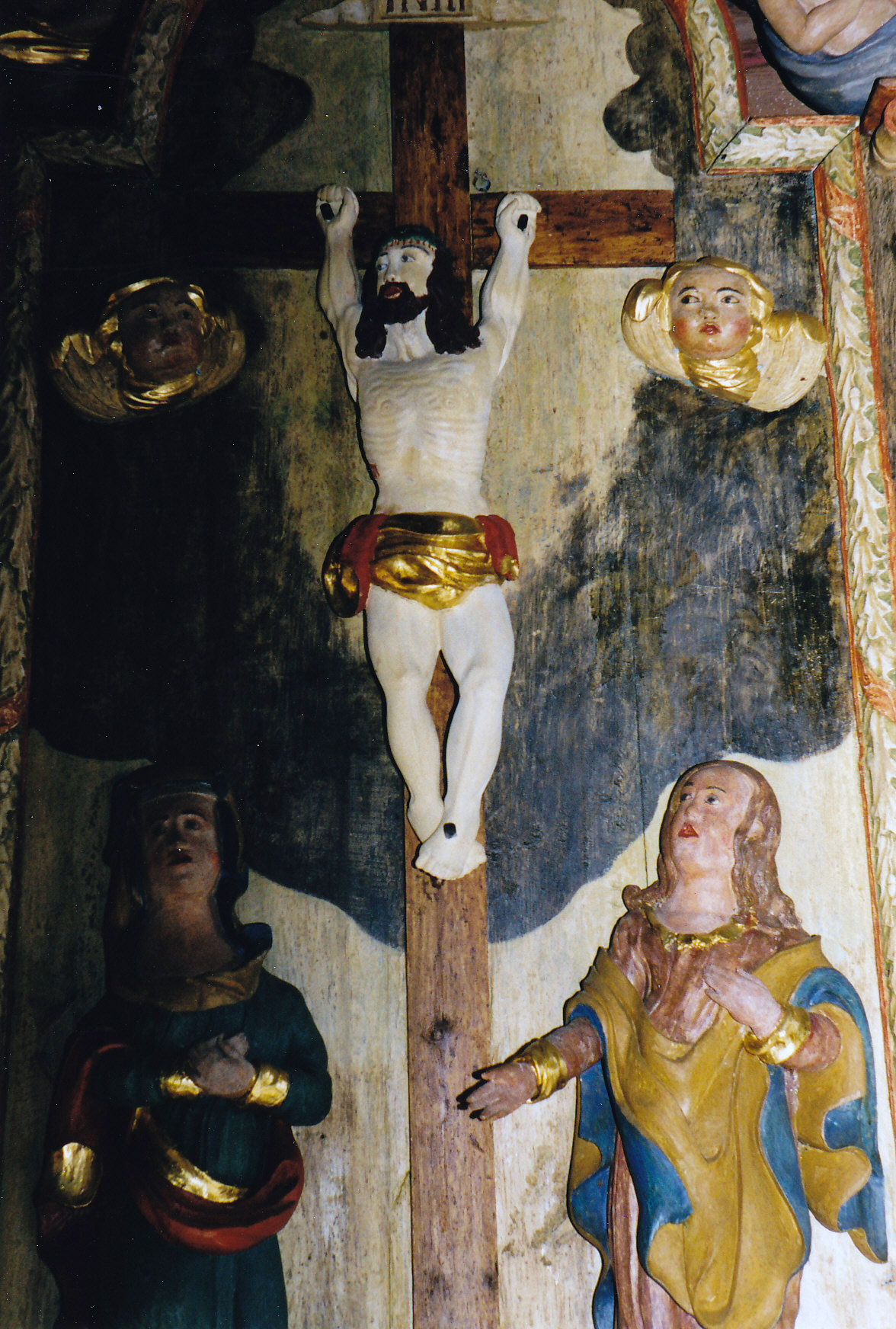
Mörker och ljus. Kristus på korset, men mörkret viker från ljuset i öster.
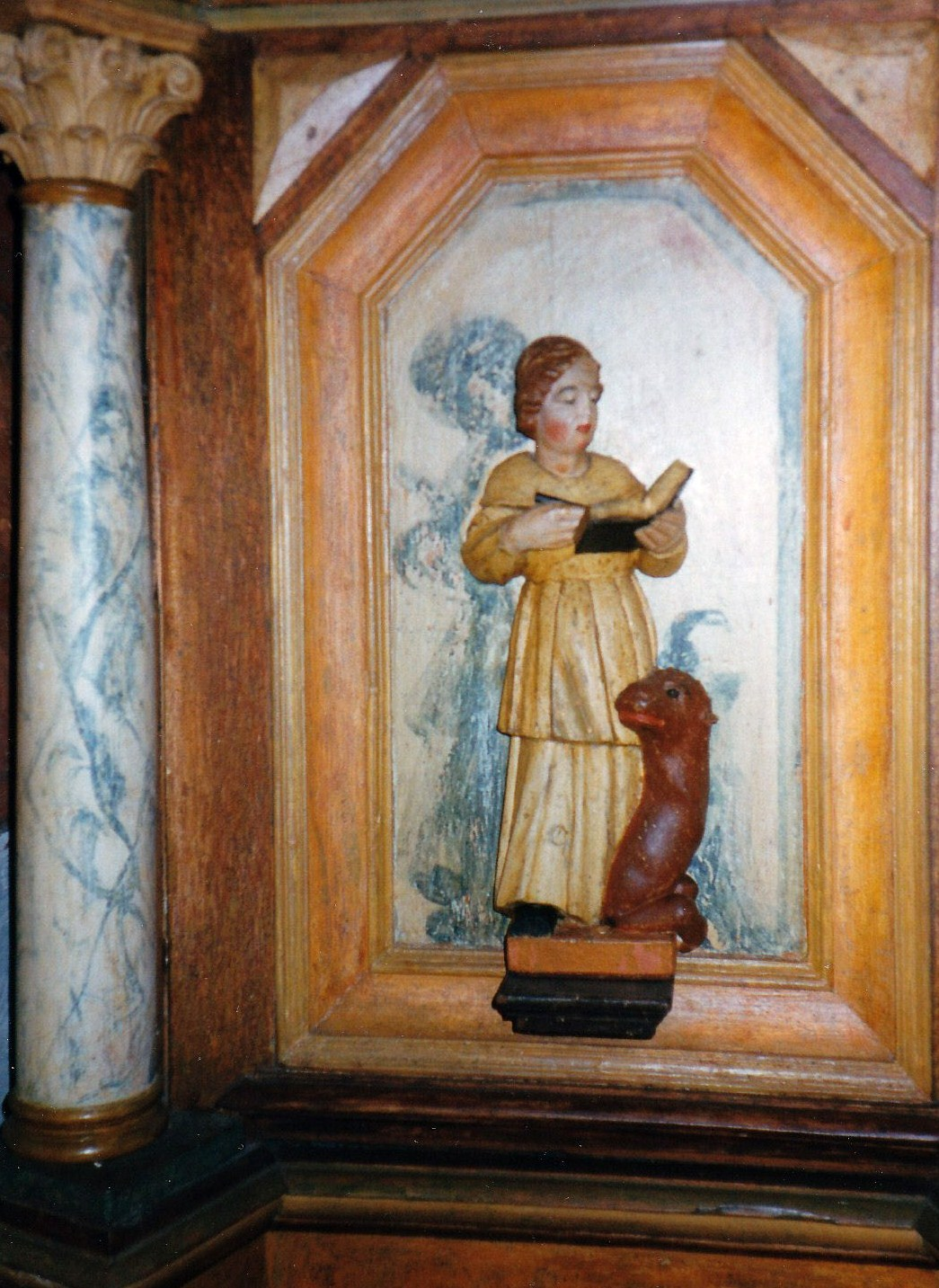
Från en av speglarna i predikstolen: Evangelisten Markus med ett lejon vid sin sida.